# قره‌قانلو (میانه)
قره‌قانلو (میانه)، روستایی از توابع بخش کاغذکنان شهرستان میانه در استان آذربایجان شرقی ایران است.

## جمعیت
این روستا در دهستان کاغذکنان مرکزی قرار دارد و براساس سرشماری مرکز آمار ایران در سال ۱۳۸۵، جمعیت آن ۹۴ نفر (۲۳خانوار) بوده‌است.